# موسوی (صربستان)
موسوی (به صربی: Musulj) یک منطقهٔ مسکونی در صربستان است که در بوسیلگراد واقع شده‌است. طبق آخرین سرشماری مربوط به سال ۲۰۰۲ موسوی ۱۲۵ نفر جمعیت دارد.